# Марко Верратті
Марко Верратті (італ. Marco Verratti, нар. 5 листопада 1992, Пескара) — італійський футболіст, півзахисник катарського клубу «Аль-Арабі». Найкращий молодий футболіст Європи сезону 2011–12.
Виступає за національну збірну Італії.

## Клубна кар'єра

### «Пескара»
Народився 5 листопада 1992 року в місті Пескара. Вихованець футбольної школи клубу «Пескара». Дорослу футбольну кар'єру розпочав 2008 року в основній команді того ж клубу, в якій провів чотири сезони, взявши участь у 74 матчах чемпіонату.

### «Парі Сен-Жермен»
До складу клубу «Парі Сен-Жермен» приєднався 2012 року. Одразу став основним опорним півзахисником команди.

## Виступи за збірні
2010 року дебютував у складі юнацької збірної Італії, взяв участь у 4 іграх на юнацькому рівні.
Протягом 2011-12 років залучався до складу молодіжної збірної Італії. На молодіжному рівні зіграв у 5 офіційних матчах.
15 серпня 2012 року дебютував в офіційних матчах у складі національної збірної Італії у товариській грі проти збірної Англії.
| Дата       | Місто             | Господарі          | Результат | Гості       | Турнір                    | Голи | Примітки |
| ---------- | ----------------- | ------------------ | --------- | ----------- | ------------------------- | ---- | -------- |
| 15/08/2012 | Берн              | Італія             | 1 – 2     | Англія      | товариський матч          | -    |          |
| 14/11/2012 | Парма             | Італія             | 1 – 2     | Франція     | товариський матч          | -    |          |
| 06/02/2013 | Амстердам         | Нідерланди         | 1 – 1     | Італія      | товариський матч          | 1    |          |
| 14/08/2013 | Рим               | Італія             | 1 – 2     | Аргентина   | товариський матч          | -    |          |
| 31/05/2014 | Лондон            | Ірландія           | 0 – 0     | Італія      | товариський матч          | -    |          |
| 04/06/2014 | Перуджа           | Італія             | 1 – 1     | Люксембург  | товариський матч          | -    | 54'      |
| 15/06/2014 | Манаус            | Англія             | 1 – 2     | Італія      | ЧС 2014 - 1-й етап        | -    | 57'      |
| 24/06/2014 | Натал             | Італія             | 0 – 1     | Уругвай     | ЧС 2014 - 1-й етап        | -    | 75'      |
| 04/09/2014 | Барі              | Італія             | 2 – 0     | Нідерланди  | товариський матч          | -    | 63' 74'  |
| 13/10/2014 | Та-Калі           | Мальта             | 0 – 1     | Італія      | Відбір до ЧЄ 2016         | -    |          |
| 28/03/2015 | Софія             | Болгарія           | 2 – 2     | Італія      | Відбір до ЧЄ 2016         | -    |          |
| 31/03/2015 | Турин             | Італія             | 1 – 1     | Англія      | товариський матч          | -    | 67'      |
| 03/09/2015 | Флоренція         | Італія             | 1 – 0     | Мальта      | Відбір до ЧЄ 2016         | -    | 78'      |
| 06/09/2015 | Палермо           | Італія             | 1 – 0     | Болгарія    | Відбір до ЧЄ 2016         | -    |          |
| 10/10/2015 | Баку              | Азербайджан        | 1 – 3     | Італія      | Відбір до ЧЄ 2016         | -    |          |
| 01/09/2016 | Барі              | Італія             | 1 – 3     | Франція     | товариський матч          | -    | 66'      |
| 05/09/2016 | Хайфа             | Ізраїль            | 1 – 3     | Італія      | Відбір до ЧС 2018         | -    |          |
| 09/10/2016 | Скоп'є            | Північна Македонія | 2 – 3     | Італія      | Відбір до ЧС 2018         | -    |          |
| 12/11/2016 | Вадуц             | Ліхтенштейн        | 0 – 4     | Італія      | Відбір до ЧС 2018         | -    |          |
| 24/03/2017 | Палермо           | Італія             | 2 – 0     | Албанія     | Відбір до ЧС 2018         | -    |          |
| 28/03/2017 | Амстердам         | Нідерланди         | 1 – 2     | Італія      | товариський матч          | -    | 90'      |
| 02/09/2017 | Мадрид            | Іспанія            | 3 – 0     | Італія      | Відбір до ЧС 2018         | -    | 4'       |
| 05/09/2017 | Реджо-нель-Емілія | Італія             | 1 – 0     | Ізраїль     | Відбір до ЧС 2018         | -    | 37' 88'  |
| 10/11/2017 | Стокгольм         | Швеція             | 1 – 0     | Італія      | Відбір до ЧС 2018         | -    | 28' 76'  |
| 23/03/2018 | Манчестер         | Аргентина          | 2 – 0     | Італія      | товариський матч          | -    | 71'      |
| 10/10/2018 | Генуя             | Італія             | 1 – 1     | Україна     | товариський матч          | -    | 51' 70'  |
| 14/10/2018 | Варшава           | Польща             | 0 – 1     | Італія      | Ліга націй УЄФА 2018—2019 | -    |          |
| 17/11/2018 | Мілан             | Італія             | 0 – 0     | Португалія  | Ліга націй УЄФА 2018—2019 | -    | 81'      |
| 20/11/2018 | Генк              | Італія             | 1 – 0     | США         | товариський матч          | -    |          |
| 23/03/2019 | Удіне             | Італія             | 2 – 0     | Фінляндія   | Відбір до ЧЄ 2020         | -    | 64' 85'  |
| 26/03/2019 | Парма             | Італія             | 6 – 0     | Ліхтенштейн | Відбір до ЧЄ 2020         | 1    |          |
| Усього     |                   | Матчів             | 31        |             | Голів                     | 2    |          |

## Досягнення

### Командні
«Пескара»
- Чемпіон Серії В (1) : 2011-12

 «Парі Сен-Жермен»
- Чемпіон Франції (9): 2012-13, 2013-14, 2014-15, 2015-16, 2017-18, 2018-19, 2019-20, 2021-22, 2022-23
- Володар Кубка Франції (6): 2014-15, 2015-16, 2016-17, 2017-18, 2019-20, 2020-21
- Володар Кубка французької ліги (6): 2013-14, 2014-15, 2015-16, 2016-17, 2017-18, 2019-20
- Володар Суперкубка Франції (9): 2013, 2014, 2015, 2016, 2017, 2018, 2019, 2020, 2022

### Збірна
- Чемпіон Європи: 2020

 Молодіжна збірна Італії
- Віце-чемпіон Європи серед молодіжни команд (1) : 2013

### Індивідуальні
- Володар трофею Браво (1) : 2012